# Port de Coma-ruga
El port de Coma-ruga és un port esportiu situat al municipi del Vendrell, a la comarca del Baix Penedès, a la part central de la platja de Coma-ruga. N'és el titular l'organisme de Ports de la Generalitat, i el gestiona el Club Nàutic de Coma-ruga. Disposa de 220 amarradors, per a vaixells de 6 a 18 metres d'eslora.

## Context
El Vendrell és un municipi amb un passat mariner comercial i pesquer que en l'actualitat s'ha perdut. Actualment el turisme ha transformat la seva zona marítima i ha adquirit un destacat paper en l'economia de la comarca, tradicionalment dedicada a l'agricultura i a la indústria alimentària. L'activitat d'empreses relacionades amb la construcció, el sector tèxtil i el guix, són una mostra del caràcter de la comarca. El Vendrell situat a la Via Augusta, és un important encreuament de comunicacions terrestres, que es completa amb l'Estació de ferrocarrils de Sant Vicenç de Calders, situada al barri marítim de Coma-ruga.

## Construcció
El 7 d'agost de 1973 el Ministeri d'Obres Públiques va autoritzar al Club Nàutic de Coma-ruga la construcció del pantalà i l'embarcador en el terme municipal d'El Vendrell, el qual va entrar en funcionament l'any 1978.

## Estat de conservació
El port, a causa de la dinàmica litoral, presentava greus problemes d'acumulació de sediments a llevant i a ponent del port, per la qual cosa es feia necessari dragar periòdicament l'interior i les bocanes.

## Reforma[3]
L'any 2015 es va iniciar la reforma del port consistent en substituir la passarel·la central per una carretera d'accés perpendicular a la costa de 400 m de longitud, tancar la bocana de ponent, dragar i reparar el port i reforçar-ne les estructures.